# Седанкина
Седанкина — деревня в  Казачинско-Ленском  районе Иркутской области России. Входит в состав Магистральнинского муниципального образования. Находится примерно в 14 км к юго-востоку от районного центра.

## Население
По данным Всероссийской переписи, в 2010 году в деревне проживало 167 человек (83 мужчины и 84 женщины).